# Greg Orloff
Gregg Lawrence Orloff, auch Boris Orloff (* 11. Dezember 1959 in Los Angeles County) ist ein US-amerikanischer Tontechniker, der seit Beginn seiner Karriere Anfang der 1980er Jahre an rund 200 Film- und Fernsehproduktionen beteiligt war. Er wurde für vier Oscars und vier British Academy Film Awards nominiert, von denen er 2005 jeweils einen für den Film Ray bei der jeweils ersten Nominierung erhielt. Orloff ist der Bruder des Filmemachers John Orloff.

## Filmografie
- 1982: Straße der Ölsardinen (Cannery Row)
- 1984: Killer Spiele (Fatal Games)
- 1984: Menschen am Fluß (The River)
- 1986: ¡Drei Amigos! (¡Three Amigos!)
- 1986: Karate Kid II – Entscheidung in Okinawa (The Karate Kid, Part II)
- 1986: Der City Hai (Raw Deal)
- 1987: Wolfsmilch (Ironweed)
- 1987: Made in Heaven
- 1987: Eine verhängnisvolle Affäre (Fatal Attraction)
- 1987: Die Nacht hat viele Augen (Stakeout)
- 1987: Die schwarze Witwe (Black Widow)
- 1988: Tequila Sunrise
- 1988: Die Geister, die ich rief... (Scrooged)
- 1988: Punchline – Der Knalleffekt (Punchline)
- 1988: Young Guns
- 1988: Falsches Spiel mit Roger Rabbit (Who Framed Roger Rabbit)
- 1988: Pulse
- 1989: Zurück in die Zukunft II (Back to the Future Part II)
- 1989: Arielle, die Meerjungfrau (Arielle, die Meerjungfrau)
- 1989: Magnolien aus Stahl (Steel Magnolias)
- 1989: Abyss – Abgrund des Todes (The Abyss)
- 1989: Liebling, ich habe die Kinder geschrumpft (Honey, I Shrunk the Kids)
- 1989: Die Glücksjäger (See No Evil, Hear No Evil)
- 1989: Ninas Alibi (Her Alibi)
- 1990: Jacob’s Ladder – In der Gewalt des Jenseits (Jacob’s Ladder)
- 1990: DuckTales: Der Film – Jäger der verlorenen Lampe (DuckTales: The Movie – Treasure of the Lost Lamp)
- 1990: Blaze of Glory – Flammender Ruhm (Young Guns II)
- 1990: Stirb langsam 2 (Die Hard 2: Die Harder)
- 1990: Dick Tracy
- 1990: Zurück in die Zukunft III (Back to the Future Part III)
- 1991: Grand Canyon – Im Herzen der Stadt (Grand Canyon)
- 1991: JFK – Tatort Dallas (JFK)
- 1991: Kafka
- 1991: Ricochet – Der Aufprall (Ricochet)
- 1991: Das Wunderkind Tate (Little Man Tate)
- 1991: Der Doktor – Ein gewöhnlicher Patient (The Doctor)
- 1991: Rock a Doodle (Rock-a-Doodle)
- 1991: Hot Shots! – Die Mutter aller Filme (Hot Shots!)
- 1991: Robin Hood – König der Diebe (Robin Hood: Prince of Thieves)
- 1991: Hudson Hawk – Der Meisterdieb (Hudson Hawk)
- 1991: Turtles II – Das Geheimnis des Ooze (Teenage Mutant Ninja Turtles II: The Secret of the Ooze)
- 1991: The Doors
- 1992: Der letzte Mohikaner (The Last of the Mohicans)
- 1992: Mein Bruder Kain (Raising Cain)
- 1992: American Playhouse (Fernsehserie)
- 1992: Basic Instinct
- 1992: Stop! Oder meine Mami schießt! (Stop! Or My Mom Will Shoot)
- 1992: Kuffs – Ein Kerl zum Schießen (Kuffs)
- 1992: Waterdance (The Waterdance)
- 1992–1994: Ausgerechnet Alaska (Northern Exposure, Fernsehserie)
- 1993: Roosters
- 1993: The Witness (Kurzfilm)
- 1993: Space Rangers (Fernsehserie)
- 1993–1998: Die Simpsons (The Simpsons, Fernsehserie)
- 1994: Unsere Welt war eine schöne Lüge (Imaginary Crimes)
- 1994: Der Zaubertroll (A Troll in Central Park)
- 1995: Waterworld
- 1995: The Critic (Fernsehserie)
- 1995: Vergiß Paris (Forget Paris)
- 1995: Serving in Silence: The Margarethe Cammermeyer Story (Fernsehfilm)
- 1995–1997: Chicago Hope – Endstation Hoffnung (Chicago Hope, Fernsehserie)
- 1996: Trilogy of Terror II (Fernsehfilm)
- 1996: Nash Bridges (Fernsehserie)
- 1997–1998: Practice – Die Anwälte (The Practice, Fernsehserie)
- 1997: Alien – Die Wiedergeburt (Alien: Resurrection)
- 1997: Die Hochzeit meines besten Freundes (My Best Friend’s Wedding)
- 1997: King of the Hill (Fernsehserie)
- 1998: Ich weiß noch immer, was du letzten Sommer getan hast (I Still Know What You Did Last Summer)
- 1998: Armageddon – Das jüngste Gericht (Armageddon)
- 1998: Dancer, Texas (Dancer, Texas Pop. 81)
- 1999: Snooze (Kurzfilm)
- 1999: Der Diamanten-Cop (Blue Streak)
- 1999: Verrückt in Alabama (Crazy in Alabama)
- 1999: Die Killerhand (Idle Hands)
- 2000: 3 Engel für Charlie (Charlie’s Angels)
- 2000: O Brother, Where Art Thou? – Eine Mississippi-Odyssee (O Brother, Where Art Thou?)
- 2000: Road Trip
- 2000: 28 Tage (28 Days)
- 2000: Supernova
- 2001: Nicht noch ein Teenie-Film! (Not Another Teen Movie)
- 2001: Glitter – Glanz eines Stars (Glitter)
- 2001: The Glass House
- 2001: America’s Sweethearts
- 2001: Animal – Das Tier im Manne (The Animal)
- 2001: Ran an die Braut (Get Over It)
- 2002: I Spy
- 2002: Mr. Deeds
- 2003: Scary Movie 3
- 2003: Ein (un)möglicher Härtefall (Intolerable Cruelty)
- 2003: 3 Engel für Charlie – Volle Power (Charlie’s Angels: Full Throttle)
- 2003: Identität (Identity)
- 2003: Das Weiße Haus sieht schwarz (Head of State)
- 2003: Brush with Fate (Fernsehfilm)
- 2003: National Security
- 2003: Kangaroo Jack
- 2004: Ray
- 2004: Trouble ohne Paddel (Without a Paddle)
- 2004: Die Bourne Verschwörung (The Bourne Supremacy)
- 2004: Ladykillers
- 2004: Total verknallt in Tad Hamilton (Win a Date with Tad Hamilton!)
- 2005: Dick und Jane (Fun with Dick and Jane)
- 2005: Embedded (Video/DVD)
- 2005: The Cave
- 2005: Die Insel (The Island)
- 2005: Das Schwiegermonster (Monster-in-Law)
- 2005: Sind wir schon da? (Are We There Yet?)
- 2006: Apocalypto
- 2006: Lieben und lassen (Catch and Release)
- 2006: Das Spiel der Macht (All the King’s Men)
- 2006: Fast Food Nation
- 2006: Die Bankdrücker (The Benchwarmers)
- 2006: Spiel auf Sieg (Glory Road)
- 2007: The Great Debaters
- 2007: Fantastic Four: Rise of the Silver Surfer
- 2007: No Country for Old Men
- 2007: Ghost Rider
- 2008: Sieben Leben (Seven Pounds)
- 2008: Nick und Norah – Soundtrack einer Nacht (Nick and Norah’s Infinite Playlist)
- 2008: Burn After Reading – Wer verbrennt sich hier die Finger? (Burn After Reading)
- 2008: Leg dich nicht mit Zohan an (You Don’t Mess with the Zohan)
- 2008: Recount – Florida zählt nach (Recount, Fernsehfilm)
- 2008: The Simpsons Ride (Kurzfilm)
- 2008: Drillbit Taylor – Ein Mann für alle Unfälle (Drillbit Taylor)
- 2008: 21 (supervising sound mixer)
- 2009: Zombieland
- 2009: A Serious Man
- 2009: Transformers – Die Rache (Transformers: Revenge of the Fallen)
- 2009: Die Entführung der U-Bahn Pelham 123 (The Taking of Pelham 123)
- 2009: Obsessed
- 2010: True Grit - Vergeltung (True Grit)
- 2010: Kindsköpfe (Grown Ups)
- 2011: Jack und Jill (Jack and Jill)
- 2011: Freunde mit gewissen Vorzügen (Friends with Benefits)
- 2011: Der Zoowärter (Zookeeper)
- 2011: Meine erfundene Frau (Just Go with It)
- 2012: Das Schwergewicht (Here Comes the Boom)
- 2012: Elemental (Dokumentarfilm)
- 2012: Total Recall
- 2012: Der Chaos-Dad (That’s My Boy)
- 2013: Kindsköpfe 2 (Grown Ups 2)
- 2013: Inside Llewyn Davis
- 2013: Another Day, Another Time: Celebrating the Music of Inside Llewyn Davis (Dokumentarfilm)
- 2013–2014: The Michael J. Fox Show (Fernsehserie)
- 2014: Annie
- 2014: Lost Songs: The Basement Tapes Continued (Dokumentarfilm)
- 2014: Sex Tape
- 2014: Urlaubsreif (Blended)
- 2014: About Last Night
- 2015: Die lächerlichen Sechs (The Ridiculous 6)
- 2015: Man lernt nie aus (The Intern)
- 2015: Der Kaufhaus Cop 2 (Paul Blart: Mall Cop 2)
- 2015: Big Business: Außer Spesen nichts gewesen (Unfinished Business)
- 2016: Ride Along: Next Level Miami (Ride Along 2)

## Auszeichnungen (Auswahl)
- 2005: Oscar in der Kategorie Bester Ton für Ray (zusammen mit Bob Beemer und Steve Cantamessa)[3]
- 2005: British Academy Film Award in der Kategorie Bester Ton für Ray (zusammen mit Steve Cantamessa, Scott Millan und Bob Beemer)[4]
- 2008: Oscar-Nominierung in der Kategorie Bester Ton für No Country for Old Men (zusammen mit Skip Lievsay, Craig Berkey und Peter F. Kurland)[5]
- 2008: British-Academy-Film-Award-Nominierung in der Kategorie Bester Ton für No Country for Old Men (zusammen mit Peter F. Kurland, Skip Lievsay und Craig Berkey)[6]
- 2011: Oscar-Nominierung in der Kategorie Bester Ton für True Grit (zusammen mit Skip Lievsay, Craig Berkey und Peter F. Kurland)[7]
- 2011: British-Academy-Film-Award-Nominierung in der Kategorie Bester Ton für True Grit (zusammen mit Skip Lievsay, Craig Berkey, Peter F. Kurland und Douglas Axtell)[8]
- 2014: Oscar-Nominierung in der Kategorie Bester Ton für Inside Llewyn Davis (zusammen mit Skip Lievsay und Peter F. Kurland)[9]
- 2014: British-Academy-Film-Award-Nominierung in der Kategorie Bester Ton für Inside Llewyn Davis (zusammen mit Peter F. Kurland, Skip Lievsay und Paul Urmson)[10]